# Деревянная нога
«Деревянная нога» (англ. The Wooden Leg) — американский короткометражный комедийный фильм Дэвида Уорка Гриффита.

## Сюжет
Фильм рассказывает о девушке, отец которой желает выдать её замуж за состоятельного мужчину, но она любит другого и решает одолжить у одного бродяги деревянную ногу, сделав вид, что это её нога и это вызывает возмущение у её поклонника...

## В ролях
| Актёр            | Роль  |
| ---------------- | ----- |
| Дэвид Майлз      | Гарри |
| Флоренс Лоуренс  | Клэр  |
| Джон Р. Кампсон  | отец  |
| Артур В. Джонсон | друг  |
| Мак Сеннет       | Трамп |